# Roanoke (Alabama)
Roanoke è un comune degli Stati Uniti d'America situato nella contea di Randolph dello Stato dell'Alabama.